# 中国人民解放军军事科学院军事科学信息研究中心
中国人民解放军军事科学院军事科学信息研究中心，位于北京市，是中国人民解放军军事科学院的研究中心。

## 沿革
1947年3月，胡宗南率军重点进攻陕甘宁边区首府延安。周恩来让童陆生负责将中共中央及中央军委多年收集的近百部兵书古籍及其他图书资料从王家坪东渡黄河向晋西的三交镇转移。几经辗转，直到1948年，中共中央和中央军委转移到西柏坡后，童陆生才将这批军事图书和档案资料交给当时负责全军军事训练的叶剑英。
1948年6月，在军委四局属下正式建立军委四局图书资料室，以收集中国人民解放军及其友军和敌军的军事图书资料为特色。该图书资料室由叶剑英提议建立，童陆生任首任主任。1949年随军委机关迁入北京。1950年10月，在该室基础上成立中央人民政府人民革命军事委员会军事训练部军事出版局军事图书馆，转隶中央人民政府人民革命军事委员会军事训练部军事出版局。到1951年，已有四万多册藏书，其中66%是军事图书。该图书馆后转隶中国人民解放军训练总监部军事出版部，更名中国人民解放军训练总监部军事出版部军事图书馆。
1958年3月，中国人民解放军军事科学院成立，该图书馆转隶军事科学院，更名中国人民解放军军事科学院军事图书馆。至1959年，该馆藏书已达40多万册，集中了大批军事图书及革命文物资料。1964年，军事图书馆和资料处合并为图书资料处。名称先后为中国人民解放军军事科学院办公室图书资料处、中国人民解放军军事科学院计划指导部图书资料处。1986年9月，图书资料处更名中国人民解放军军事科学院军事图书馆，隶属军事科学院计划组织部。1993年至1994年间更名中国人民解放军军事科学院军事图书资料馆。
军事科学院军事图书资料馆是全军军事科研信息中心，是为军事科学研究提供信息服务的学术性机构。2007年9月被文化部批准为全国古籍保护试点单位。2009年6月被国务院、文化部批准为全国古籍重点保护单位。2009年，中国国家图书馆与军事科学院军事图书资料馆达成合作协议，共同建设“中国国家数字图书馆军事科学院分馆”。2009年12月11日，在军事科学院军事图书资料馆举行了分馆揭牌暨网站开通仪式，文化部副部长周和平、军事科学院院长刘成军、政委刘源和副院长刘继贤、国家图书馆馆长詹福瑞等出席并共同为“中国国家数字图书馆军事科学院分馆”揭牌，开通了“中国国家数字图书馆军事科学院分馆网站”。
2017年7月19日，新调整组建的军事科学院、国防大学、国防科技大学成立大会暨军队院校、科研机构、训练机构主要领导座谈会在北京八一大楼举行，中共中央总书记、国家主席、中央军委主席习近平向军事科学院、国防大学、国防科技大学授军旗、致训词，出席座谈会并发表讲话。新调整组建的军事科学院成立了中国人民解放军军事科学院军事科学信息研究中心。

## 历任领导
军委四局图书资料室主任
- 童陆生（1948年—1950年，军委四局局长兼）[5]

中央人民政府人民革命军事委员会军事训练部军事出版局军事图书馆馆长
- 童陆生（1950年—1951年，军事训练部军事出版局局长兼）[5]

中央人民政府人民革命军事委员会军事出版局军事图书馆馆长
- 童陆生（1951年—1955年，军事出版局局长兼）[5]

中国人民解放军训练总监部军事出版部军事图书馆馆长
- 童陆生 少将（1956年—1958年，训练总监部军事出版部副部长兼）[5]

中国人民解放军军事科学院军事图书馆馆长
- 童陆生 少将（1958年—1959年，军事科学院院务部副部长兼）[5]

……
中国人民解放军军事科学院军事图书馆馆长
……
- 曾庆洋（？—1993年2月）

中国人民解放军军事科学院军事图书资料馆馆长
……
- 李德义（1995年3月—1997年3月）
- 陈浩良 大校（？—？）[18]
- 王炳跃 大校（？—2010年）[4]
- 汤奇 大校（2010年—？）[1]

……
中国人民解放军军事科学院军事科学信息研究中心
| 主任 - 刘林山（？—2021年） - 耿国桐（2021年—） | 政治委员 |